# NGC 3529
NGC 3529 = IC 2625 ist eine Balken-Spiralgalaxie vom Hubble-Typ SBb im Sternbild Becher. Sie ist schätzungsweise 159 Millionen Lichtjahre von der Milchstraße entfernt.
Das Objekt wurde am 22. März 1835 von dem Astronomen John Herschel entdeckt.